# Protosteliidae
Famille
Les Protosteliidae sont une famille d'amibes de l’ordre des Protostelida (classe des Variosea ).

## Étymologie
Le nom de la famille vient du genre type Protostelium, dérivé du grec προτω / proto « premier », et στελεά /  steleá, « manche d’un outil ».

## Description
Les amibes protostélidées, également appelées protostéloïdes, sont des amibes capables de fabriquer des Sporophores simples constitués d'une tige cellulaire surmontée d'une ou plusieurs spores. Toutes les espèces sont des organismes microscopiques qui se trouvent généralement sur des matières végétales mortes où elles consomment des bactéries, des levures et des spores de champignons. Les protostélidés étant des amibes produisant des spores, certains auteurs les considèrent comme des Myxomycètes.

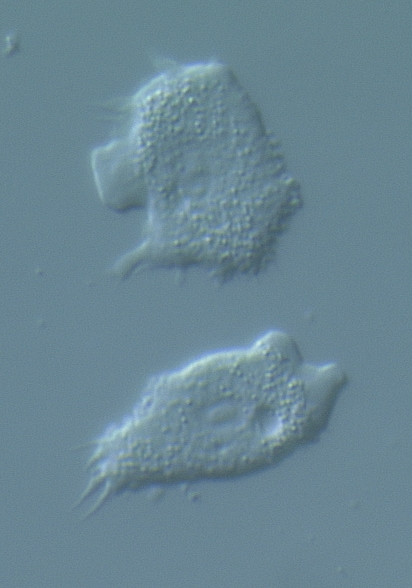
Protostelium mycophaga dans sa phase amiboïde.

## Liste des genres
Selon IRMNG (21 mars 2025) :
- Microglomus L.S. Olive & C. Stoianovitch, 1977
- Planoprotostelium L.S. Olive & C. Stoianovitch, 1971
- Protostelium L.S. Olive & C. Stoianovitch, 1960 : genre type
  - Espèce type : Protostelium mycophaga Olive et Stoianovitch, 1960

## Systématique
Le nom valide de ce taxon est Protosteliidae Olive, 1962.
Protosteliidae a pour synonyme : Protosteliaceae L.S.Olive, 1962